# Peters
Peters ist ein deutscher, englischer und niederländischer Familienname.

## Herkunft und Bedeutung
Peters ist ein patronymisch gebildeter Familienname mit der Bedeutung Sohn des Peter. Für Varianten siehe ebenda.

## Namensträger

### A
- Achim Peters (* 1957), deutscher Neurobiologe und Diabetologe
- Adolf Peters (1803–1876), deutscher Mathematiker und Dichter
- Albert Peters (Mediziner) (1862–1938), deutscher Augenmediziner und Hochschullehrer
- Albert Peters (Sänger) (1892–1944), österreichischer Opernsänger (Tenor)
- Albert Peters (Verwaltungsbeamter) († 1989), deutscher Verwaltungsbeamter
- Albrecht Peters (1924–1987), deutscher Theologe und Hochschullehrer
- Alexander Peters (1848–?), deutscher Philologe, Philosoph und Lehrer
- Alfred Peters (Unternehmer) (1851–1934), deutscher Tuchfabrikant, Kommerzienrat und MdL Rheinprovinz
- Alfred Peters (Kommunikationswissenschaftler) (1888–1974), deutscher Kommunikationswissenschaftler
- Alice Peters (1929–2021), deutsche Künstlerin
- Anderson Peters (* 1997), grenadischer Speerwerfer
- Andreas Andrej Peters (* 1958), deutscher Schriftsteller aus Russland
- Andrew Peters (Snookerspieler) (* 1967), walisischer Snookerspieler
- Andrew Peters (Eishockeyspieler) (* 1980), kanadischer Eishockeyspieler
- Andrew James Peters (1872–1938), US-amerikanischer Politiker
- Angelika Peters (* 1946), deutsche Politikerin (SPD)
- Anna Peters (Malerin) (1843–1926), deutsche Malerin
- Anna Peters (Politikerin, 1901) (1901–nach 1989), deutsche Politikerin (SPD) und Richterin
- Anna Peters (Politikerin, 1996) (* 1996), deutsche Politikerin (Bündnis 90/Die Grünen)
- Anna-Margareta Peters (* 1939), deutsche Diplomatin
- Anne Peters (* 1964), deutsche Rechtswissenschaftlerin und Hochschullehrerin
- Annette Fleischer-Peters (1929–2025), deutsche Kieferorthopädin und Hochschullehrerin für Kieferorthopädie
- Anthony Peters (* 1990), kanadischer Eishockeytorwart
- Antje Peters-Hirt (* 1953), deutsche Germanistin
- Antonia Peters (* 1958), deutsche Erzieherin und Autorin
- Aribert Peters (* 1948), deutscher Naturwissenschaftler und Verbraucherschützer
- Arno Peters (1916–2002), deutscher Historiker und Geograph
- Arnold Peters (Politiker) (1922–1996), kanadischer Politiker (New Democratic Party)
- Arnold Peters (Schauspieler) (1925–2013), britischer Schauspieler
- Audrey Peters (1927–2019), US-amerikanische Schauspielerin
- August Peters (Schriftsteller) (1817–1864), deutscher Schriftsteller
- August Peters (Bischof) (1931–1986), deutscher Geistlicher, Weihbischof in Aachen
- August Peters (Prälat) (* 1936), deutscher Geistlicher, Domkapitular in Aachen
- Axel Peters (* 1944), deutscher Bildhauer

### B
- Barbara Peters (Schauspielerin) (* 1942), deutsche Schauspielerin, Synchronsprecherin und Sängerin
- Barbara Peters (Autorin) (* 1954), deutsche Autorin
- Beate Peters (* 1959), deutsche Leichtathletin
- Benedikt Peters (* 1950), schwedisch-deutsch-Schweizer Theologe
- Bent Peters (* 1940), dänischer Radrennfahrer
- Bernadette Peters (* 1948), US-amerikanische Schauspielerin und Sängerin
- Bernhard Peters (Maler, 1817) (1817–1866), deutscher Maler, Zeichner und Zeichenlehrer
- Bernhard Peters (Politikwissenschaftler) (1949–2005), deutscher Politikwissenschaftler
- Bernhard Peters (Maler, 1956) (* 1956), deutscher Maler und Installationskünstler
- Bernhard Peters (Sportfunktionär) (* 1960), deutscher Sportfunktionär und Trainer
- Bernhard E. Peters (1893–1949), US-amerikanischer Maler
- Bijou Peters (1927–2014), gambische Journalistin und Menschenrechtsaktivistin, siehe Bijou Bidwell
- Bill Peters (* 1965), kanadischer Eishockeytrainer
- Birgit Peters (* 1978), deutsche Rechtswissenschaftlerin
- Bobby Peters (* 1949), US-amerikanischer Jurist und Politiker
- Brigitte Peters (1949–2025), deutsche Schauspielerin und Hörspielsprecherin
- Britta Peters (* 1967), Künstlerische Leiterin von Urbane Künste Ruhr
- Brock Peters (1927–2005), US-amerikanischer Schauspieler
- Bruno Peters (1884–1960), deutscher Eisenbahningenieur
- Burkhard Peters (* 1953), deutscher Politiker (Bündnis 90/Die Grünen)
- Butz Peters (* 1958), deutscher Jurist und Fernsehmoderator

### C
- Carl Peters (Instrumentenbauer) (1818–1891), deutscher Instrumentenbauer
- Carl Peters (Unternehmer, 1843) (1843–1922), deutscher Industrieller
- Carl Peters (1856–1918), deutscher Politiker, Publizist, Kolonialist und Afrikaforscher
- Carl Peters (Unternehmer, 1868) (1868–1936), deutscher Handelsunternehmer
- Carl Ferdinand Peters (1825–1881), böhmischer Arzt, Geologe, Mineraloge und Paläontologe
- Carl Friedrich Peters (Verleger) (1779–1827), deutscher Buchhändler und Musikverleger, siehe Edition Peters
- Carl Friedrich Wilhelm Peters (1844–1894), deutscher Astronom
- Carol Peters (1932–2022), US-amerikanische Eiskunstläuferin
- Caroline Peters (* 1971), deutsche Schauspielerin und Schriftstellerin
- Cas Peters (* 1993), niederländischer Fußballspieler
- Charles Peters (1926–2023), US-amerikanischer Journalist, Historiker und Publizist
- Charles Rollo Peters (1862–1928), amerikanischer Maler
- Charlie Peters (Drehbuchautor) (* 1951), US-amerikanischer Drehbuchautor und Filmregisseur
- Charlie Peters (Volleyballspieler) (* 2000), deutscher Volleyballspieler
- Chris Peters (* 1949), niederländischer Mathematiker
- Christa Peters (1933–1981), deutsche Fotografin
- Christel Peters (1916–2009), deutsche Schauspielerin
- Christian Peters (Ratsherr) (1711–1755), deutscher Jurist und Politiker, Ratsherr von Lübeck
- Christian Peters (Kirchenhistoriker) (* 1961), deutscher Kirchenhistoriker und Hochschullehrer
- Christian Peters (Musiker) (* 1964), deutscher Saxophonist
- Christian August Friedrich Peters (1806–1880), deutscher Astronom
- Christian Beppo Peters (* 1979), deutscher Schauspieler
- Christian Heinrich Friedrich Peters (1813–1890), deutsch-amerikanischer Astronom
- Christian Johann Friedrich Peters (1822–1889), deutscher Lehrer
- Christoph Peters (* 1966), deutscher Schriftsteller
- Clarke Peters (* 1952), US-amerikanischer Schauspieler, Sänger, Tänzer und Autor
- Corey Peters (Skirennläufer) (* 1983), neuseeländischer Skirennläufer
- Corey Peters (Footballspieler) (* 1988), US-amerikanischer American-Football-Spieler
- Corrie Peters (1964–2014), deutscher Aktivist
- Crispian St. Peters (1939–2010), britischer Sänger
- Curt Peters (1905–1943), deutscher Orientalist

### D
- Dan Peters (* 1967), US-amerikanischer Schlagzeuger
- Daniel Peters (Eishockeyspieler) (* 1977), US-amerikanischer Eishockeyspieler
- Daniel Peters (Politiker) (* 1981), deutscher Politiker
- David Peters (Fabrikant) (1808–1874), deutscher Textilfabrikant
- David Peters (Politiker) (* 1954), US-amerikanischer Politiker
- David Peters (Mediziner), britischer Mediziner und Hochschullehrer
- David Peters (Pokerspieler) (David Patrick Peters; * 1987), US-amerikanischer Pokerspieler
- David Keith Peters (* 1938), britischer Mediziner, siehe Keith Peters (Mediziner)
- Dennis Alaba Peters (1927–1996), gambischer Schauspieler
- Dierk Peters (* 1986), deutscher Jazzmusiker
- Dieter Peters (* 1946/1947), deutscher Heimatforscher
- Dieter Stefan Peters (* 1932), deutscher Ornithologe und Paläontologe
- Dietmar Peters (* 1949), deutscher Eishockeyspieler und -trainer
- Dimitri Peters (* 1984), deutscher Judoka
- Dipuo Peters (* 1960), südafrikanische Politikerin
- Dirk Peters (* 1949), deutscher Technik- und Schifffahrthistoriker
- Don Peters (1921–2002), US-amerikanischer Drehbuchautor
- Duane Peters (* 1961), US-amerikanischer Skateboarder und Punksänger
- Dwight Peters (* 1986), guyanischer Fußballspieler

### E
- Edith Peters (1926–2000), US-amerikanische Sängerin und Schauspielerin
- Eduard Peters (1869–1948), deutscher Prähistoriker
- Egbert Peters (1928–2011), deutscher Rechtswissenschaftler
- Eginhard Peters (1932–2014), deutscher Meteorologe
- Ekhart Peters Seevers (* 1943), costa-ricanischer Unternehmer und Diplomat
- Elisabeth Peters (* 1964), deutsche Kunsthistorikerin
- Elizabeth Peters (1927–2013), US-amerikanische Schriftstellerin
- Ellen Ash Peters (1930–2024), US-amerikanische Juristin
- Elke Peters (1945–2023), deutsche Filmproduzentin
- Ellis Peters, Pseudonym von Edith Pargeter (1913–1995), britische Schriftstellerin
- Emil Peters (Techniker) (1864–1950), sudetendeutscher Techniker, Unternehmensgründer und Politiker
- Emil Peters (Publizist) (1877–1925), deutscher Publizist
- Emil Peters (Politiker) (1882–1934), deutscher Politiker, Bürgermeister von Detmold
- Emma Peters (* 1996), französische Pop- und Chanson-Sängerin
- Eric Peters (Maler) (* 1952), deutscher Maler
- Eric Peters (Rugbyspieler) (* 1969), schottischer Rugby-Union-Spieler
- Eric Peters (Bogenschütze) (* 1997), kanadischer Bogenschütze
- Erich Peters (Architekt), deutscher Architekt
- Erich Peters (Turner) (1920–2012), schwedisch-schweizerischer Turner
- Ernst Peters (Komponist) (1869–1960), deutscher Musiklehrer, Musiker und Komponist
- Ernst Peters (Architekt) (1886–1975), deutscher Architekt und Baubeamter
- Eva Peters (* 1939), deutsche Politikerin (CDU)
- Eva Sternheim-Peters (1925–2020), deutsche Lehrerin und Psychologin
- Evan Peters (* 1987), US-amerikanischer Schauspieler
- Evelyn Peters (1925–2014), deutsche Schauspielerin und Schriftstellerin

### F
- Fabian Peters († nach 1576), niederländischer Orgelbauer
- Felicitas Peters, deutsche Schauspielerin
- Femi Peters (um 1946–2018), gambischer Politiker
- Francis Edward Peters (1927–2020), US-amerikanischer Religionswissenschaftler
- Frank Peters (Jurist) (1942–2022),  deutscher Jurist und Hochschullehrer
- Frank Peters (Basketballspieler) (* 1966), deutscher Basketballspieler
- Franz Peters (Politiker) (1888–1933), deutscher Politiker (SPD)
- Franz Peters (Künstler) (* 1956), deutscher Künstler und Lyriker
- Franz Joseph Peters (1875–1957), deutscher Priester, Theologe und Hochschullehrer
- Franziska Peters (* 1979), deutsche Juristin
- Fred Peters (* 1977), deutscher Hörfunk- und Fernsehmoderator
- Friedrich Peters (Theologe) (1549–1617), deutscher  Theologe und Sprichwörtersammler
- Friedrich Peters (Politiker) (1906–1977), deutscher Politiker (DP)
- Friedrich Ernst Peters (1890–1962), deutscher Schriftsteller
- Friedrich Wilhelm Ernst Peters (1812–1874), deutscher Regierungsbeamter
- Fritz Peters (Landwirt) (1819–1897), deutscher Landwirt und Autor
- Fritz Peters (Offizier) (eigentlich Frederick Thornton Peters; 1889–1942), kanadischer Offizier
- Fritz Peters (Archivar) (1903–1970), deutscher Archivar und Heimatforscher
- Fritz Peters (Unternehmer) (1905–nach 1972), deutscher Unternehmer und Firmengründer
- Fritz Peters (Schriftsteller) (eigentlich Arthur Anderson Peters; 1913–1979), amerikanischer Schriftsteller
- Fritz Peters-Weber (1872–1916), deutscher Maler
- Fritz-Jürgen Peters (1900–1954), deutscher Chemiker
- Fritz Wilhelm Emanuel Peters (1865–1932), deutscher Bauingenieur

### G
- Gaby Peters (* 1980), deutsche Objekt- und Installationskünstlerin
- Gary Peters (Baseballspieler) (* 1937), US-amerikanischer Baseballspieler
- Gary Peters (Fußballspieler) (* 1954), englischer Fußballspieler und -trainer
- Gary Peters (Politiker) (* 1958), US-amerikanischer Politiker
- Gary Peters (Snookerspieler), walisischer Snookerspieler
- Georg Peters (Politiker, 1849) (1849–1929), deutscher Politiker, Bürgermeister von Springe
- Georg Peters (Politiker, 1908) (1908–1992), deutscher Schriftsetzer und Politiker (SPD), MdB
- Georg Peters (Heimatforscher) (* 1943/1944), deutscher Heimatforscher und Museumsgründer
- Georg Peters (Mediziner) (1951–2018), deutscher Mediziner, Mikrobiologe und Hochschullehrer
- Georg Wilhelm Peters (Schriftsteller), deutscher Schriftsteller und Dichter
- Georg Wilhelm Peters (Unternehmer), deutscher Likörfabrikant und Destillateur
- George Peters (Schauspieler), US-amerikanischer Schauspieler
- George Henry Peters (1863–1947), US-amerikanischer Astronom
- George W. Peters (1907–1988), US-amerikanischer Missionswissenschaftler
- Gerard Peters (Gerrit Peters; 1920–2005), niederländischer Radsportler
- Gerd Peters (1934–2023), deutscher Seeoffizier und Journalist
- Gerd Peters (Mediziner) (1906–1987), deutscher Mediziner
- Gerhard Peters (Kunsthistoriker) (1899–1995), deutscher Kunsthistoriker
- Gerhard Peters (1900–1974), deutscher Chemiker und Manager
- Gerrit Peters, bekannt als Tasek (* 1973), deutscher Graffiti-Künstler und Illustrator
- Gisela Peters-Rohse (1938–2023), deutsche Tänzerin, Tanzpädagogin, Tanzkritikerin
- Glen Peters, Klimawissenschaftler
- Greg Peters (1962–2013), US-amerikanischer Comiczeichner und Autor
- Grégoire Peters (* 1961), französischer Jazzmusiker
- Gretchen Peters (* 1957), US-amerikanische Singer-Songwriterin
- Gudrun Peters (* 1951), deutsche Politikerin (SPD)
- Guido Peters (1866–1937), österreichischer Komponist und Pianist
- Günter Peters (Maler) (1907–1987), deutscher Maler, Museumsleiter und Tierparkgründer
- Günter Peters (Bauhistoriker) (1928–2013), deutscher Bauhistoriker und Baubeamter
- Günter Peters (Politiker) (* 1944), deutscher Politiker (SPD)
- Günter W. Peters (1927–2006), deutscher Heimatforscher
- Günther Peters (Musiker) (1893–1971), deutscher Organist
- Günther Peters (Zoologe) (1932–2023), deutscher Zoologe
- Günther Peters (Fußballspieler), deutscher Fußballspieler
- Gustav Peters (Politiker) (1885–1959), deutsch-böhmischer Publizist und Politiker (SdP)
- Gustav Peters (Heimatforscher) (1891–1979), deutscher Lehrer und Heimatforscher
- Gustav Peters (Zoologe) (* 1947), deutscher Biologe und Zoologe
- Guy Peters (* 1944), US-amerikanischer Politikwissenschaftler

### H
- Hank Peters (1924–2015), US-amerikanischer Baseballfunktionär
- Hannah Peters (1911–2009), deutsch-amerikanische Medizinerin
- Hanns Peters (1930–2015), deutscher Ruderer und Verbandsfunktionär
- Hans Peters (Sozialpädagoge) (1851–1936), deutscher Sozialpädagoge
- Hans Peters (Admiral) (1884–1947), deutscher Vizeadmiral
- Hans Peters (Maler) (1885–1978), deutscher Maler und Grafiker
- Hans Peters (Rechtswissenschaftler, 1886) (1886–1915), deutscher Rechtswissenschaftler und Rechtshistoriker
- Hans Peters (Rechtswissenschaftler, 1896) (1896–1966), deutscher Rechtswissenschaftler, Widerstandskämpfer und Politiker (CDU)
- Hans Peters (Zoologe) (Hans Martin Peters; 1908–1996), deutscher Zoologe
- Hans Peters (1927–1999), deutscher Politiker (SPD), siehe Johannes Wilhelm Peters
- Hans Peters (Politiker, 1933) (* 1933), deutscher Politiker (SPD)
- Hans Peters (Leichtathlet), deutscher Sprinter
- Hans Albert Peters (1937–2014), deutscher Kunsthistoriker
- Hans-Günter Peters (* 1936), deutscher Archäologe und Hochschullehrer
- Hans Heinrich Peters (* 1945), deutscher Wirtschaftswissenschaftler und Börsenfunktionär
- Hans-Helmut Peters (1908–1987), deutscher Theologe
- Hans Jochen Peters (1944–2008), deutscher Diplomat
- Hans O. Peters (Hans Otto Theodor Peters; 1894–1980), deutsch-amerikanischer Architekt und Szenenbildner
- Hans-Otto Peters (1941–2020), deutscher Fußballspieler
- Hans-Rudolf Peters (* 1932), deutscher Ökonom
- Hans-Walter Peters (* 1955), deutscher Bankier
- Harold Seymour Peters (1902–1998), US-amerikanischer Entomologe und Ornithologe
- Hartwig Peters (1784–1848), deutscher Pastor
- Hartwig Patrick Peters (* 1957), deutscher Regisseur, Drehbuchautor und Schauspieler
- Heini Peters, deutscher Fußballspieler
- Heinrich Peters (Landrat) (vor 1876–1951), deutscher Verwaltungsjurist
- Heinrich Peters (Segler), deutscher Segler
- Heinrich Peters (Bankier) (1879–1963), deutscher Bankier, Mäzen und Stiftungsgründer
- Heinrich Peters (SS-Mitglied) (1890–1957), deutscher SS-Obersturmführer
- Heinrich August Peters, deutscher Steinbildhauer
- Heinz Peters (Offizier) (1905–1992), deutscher Marineoffizier
- Heinz Peters (Pilot) (1912–1980), deutscher Pilot und Segelfluglehrer
- Heinz Peters (Politiker) (* um 1924), deutscher Jugendfunktionär (FDJ) und Politiker
- Heinz Peters (Sänger) (1926–2001), deutscher Opernsänger (Bass) und Regisseur
- Heinz Peters (Diplomat) (* 1951), deutscher Diplomat
- Heinz Friedrich Peters (1910–1990), deutsch-amerikanischer Hochschullehrer und Literaturwissenschaftler
- Heinz-Joachim Peters (* 1950), deutscher Rechtswissenschaftler
- Hela Peters (1885–1973), deutsche Malerin und Grafikerin
- Helge Peters (* 1937), deutscher Soziologe
- Helge Peters-Pawlinin (1903–1981), deutscher Tänzer, Choreograf und Bühnenbildner
- Helmut Peters (Sinologe) (1930–2023), deutscher Sinologe
- Helmut Peters (Musiker) (* 1938), deutscher Kirchenmusiker, Organist und Musikpädagoge
- Helmut Peters (Mediziner) (* 1951), deutscher Pädiater und Neurologe
- Henri Peters-Arnolds (1897–1988), niederländisch-deutscher Schauspieler
- Herbert Peters (1925–2006), deutscher Bildhauer und Grafiker
- Hermann Peters (Maler, 1742) (1742–1805), dänischer Tierstilllebenmaler
- Hermann Peters (Politiker, 1814) (1814–1873), Jurist und Mitglied des kurhessischen Landtags
- Hermann Peters (Pharmaziehistoriker) (1847–1920), deutscher Apotheker und Pharmaziehistoriker
- Hermann Peters (Heimatpfleger) (1869–1947), deutscher evangelischer Pastor, Pädagoge, Schulbuchautor und Heimatpfleger
- Hermann Peters (Politiker, 1872) (1872–1940), deutscher Politiker (SPD), MdL Preußen und Schleswig-Holstein
- Hermann Peters (Politiker, 1873) (1873–nach 1920), deutscher Politiker (SPD), MdL Mecklenburg-Schwerin
- Hermann Peters (Maler, 1886) (1886–1970), deutscher Maler und Grafiker
- Hermann Peters (Zoologe) (1907–1985), deutscher Zoologe
- Hermann Werner Peters (1931–1984), deutscher Schriftsteller
- Hertha Peters (1905–1987), deutsche Politikerin (SPD) und Landrätin
- Hildegard Peters (1923–2017), deutsche Malerin und Lehrerin
- Hinrich Peters (1898–1971), deutscher Politiker (SPD)
- Horst Peters (Jurist) (1910–2000), deutscher Jurist und Richter
- Horst Peters (Sprecher) (1947–2019), deutscher Sprecher und Schauspieler
- Horst Peters (Kameramann), deutscher Kameramann
- House Peters senior (1880–1967), britisch-amerikanischer Schauspieler
- House Peters Jr. (1916–2008), US-amerikanischer Schauspieler
- Hugo Peters (Bildhauer) (1892–1982), deutscher Bildhauer
- Hugo Peters (1911–2005), deutscher Maler und Hochschullehrer
- Humphrey Sarfaraz Peters, Bischof der Church of Pakistan

### I
- Ignaz Peters (auch Ignaz Petters; 1834–1913), deutscher Germanist und Mundartforscher
- Ilse Peters (Religionspädagogin) (1893–1980), deutsche Religionspädagogin
- Ilse Peters (Botanikerin), deutsche Botanikerin
- Ilse Peters (Filmeditorin) (1932–2019), deutsche Filmeditorin
- Ina Peters (1928–2004), österreichische Schauspielerin
- Inge Hesse-Peters (1921–1993), deutsche Schauspielerin
- Ingrid Peters (* 1954), deutsche Schlagersängerin und Moderatorin
- Insa Peters-Rehwinkel (* 1968), deutsche Politikerin (SPD), MdBB
- Isabella Peters (* 1983), deutsche Informationswissenschaftlerin

### J
- JJ Peters (Joseph John W Peters; * 1982), australischer Rockmusiker
- Jaime Peters (* 1987), kanadischer Fußballspieler
- Jacob Peters (Politiker) (1842–1913), deutscher Gutsbesitzer und Politiker
- Jacob Peters (Schwimmer) (* 2000), englischer Schwimmer und Olympiateilnehmer
- Jakob Peters (1873–1944), deutscher Tierzüchter
- Jakob Peters-Messer (* 1963), deutscher Opernregisseur
- Jakow Christoforowitsch Peters (Jēkabs Peterss; 1886–1938), lettisch-sowjetischer Revolutionär
- Jamal Peters (* 1996), US-amerikanischer American-Football-Spieler
- James Peters (Fußballspieler) (Jack Peters), englischer Fußballspieler
- James Peters (Fußballtranier) (* 1952), nigerianischer Fußballtranier
- James Arthur Peters (1922–1972), US-amerikanischer Herpetologe
- James Lee Peters (1889–1952), US-amerikanischer Ornithologe
- Jan Peters (Schauspieler) (1927–2013), Schauspieler
- Jan Peters (Historiker) (1932–2011), deutscher Historiker
- Jan Peters (Fußballspieler, 1953) (* 1953), niederländischer Fußballspieler
- Jan Peters (Fußballspieler, 1954) (* 1954), niederländischer Fußballspieler
- Jan Peters (Filmemacher) (* 1966), deutscher Filmemacher und Hochschullehrer
- Jan Peters (Informatiker) (* 1976), deutscher Informatiker und Hochschullehrer
- Jan-Eric Peters (* 1965), deutscher Journalist
- Jan-Michael Peters (* 1962), deutscher Biologe
- Janice G. Peters, US-amerikanische Entomologin
- Jarno Peters (* 1993), deutscher Fußballtorhüter
- Jason Peters (* 1982), US-amerikanischer American-Football-Spieler
- Jean Peters (Elizabeth Jean Peters; 1926–2000), US-amerikanische Schauspielerin
- Jean Peters (Astronom) (Johann Theodor Peters; 1869–1941), deutscher Mathematiker und Astronom
- Jean Peters (Journalist) (* 1984), deutscher Journalist, Autor und Aktionskünstler
- Jens Peters (* 1943), deutscher Physiker
- Jim Peters (1918–1999), britischer Marathonläufer
- Jimmy Peters (Rugbyspieler) (1879–1954), englischer Rugby-Union-Spieler
- Jimmy Peters senior (James Meldrum Peters; 1922–2006), kanadischer Eishockeyspieler
- Jimmy Peters junior (James Stephen Peters; * 1944), kanadischer Eishockeyspieler
- Joachim Peters (1712–1788), deutscher Politiker, Bürgermeister von Lübeck
- Joachim H. Peters (* 1958), deutscher Polizeibeamter, Schriftsteller und Kabarettist
- Joan Peters (1936–2015), US-amerikanische Journalistin und Autorin
- Joanne Peters (* 1979), australische Fußballspielerin
- Johann Peters (Komponist) (1820–1870), deutscher Musiker und Komponist
- Johann Peters (Theologe) (1831–1897), luxemburgischer Theologe
- Johann Peters (Politiker) (1910–nach 1958), deutscher Politiker (DBD), MdV
- Johann Peters (Unternehmer) (1918–2002), deutscher Unternehmer
- Johann Anton de Peters (1725–1795), deutscher Maler und Zeichner
- Johann Caspar Peters (1836–1909), deutscher Gymnasiallehrer und Politiker
- Johann Heinrich Peters (1697–1754), deutscher Steinbildhauer
- Johann Hinrich Peters (* 1938), deutscher Arzt, Zellbiologe und Immunologe
- Johann Theodor Peters (1869–1941), deutscher Mathematiker und Astronom, siehe Jean Peters (Astronom)
- Johannes Peters (Politiker, 1841) (Johannes Wilhelm Matthias Peters; 1841–1909), deutscher Jurist und Politiker (NLP), MdR
- Johannes Peters (Politiker, 1899) (1899–1990), deutscher Jurist und Politiker (CDU), MdL Nordrhein-Westfalen
- Johannes Peters (Politikwissenschaftler), deutscher Politikwissenschaftler
- Johannes D. Peters (1915–1986), deutscher Hörspielautor
- Johannes Friedrich Peters (1863–1940), Altphilologe und Turnpädagoge in Königsberg, „Turnvater der deutschen Ostmark“
- Johannes Wilhelm Peters (Hans Peters; 1927–1999), deutscher Politiker (SPD)
- Johannes Wilhelmus Peters (* 1954), niederländischer Fußballspieler, siehe Jan Peters (Fußballspieler, 1954)
- John Peters (Söldner) (1922/1926–1986), britischer Söldner
- John Peters (Schachspieler) (Jack Peters; * 1951), US-amerikanischer Schachspieler
- John Peters (Schauspieler), Schauspieler
- John Peters (Kameramann), US-amerikanischer Kameramann und Regisseur
- John Peters (Unternehmer), US-amerikanischer Unternehmer, Mitgründer von Triple Canopy
- John Peters (Rennfahrer) (* 1997), niederländischer Automobilrennfahrer
- John A. Peters (Politiker, 1822) (John Andrew Peters; 1822–1904), US-amerikanischer Politiker (Maine)
- John A. Peters (Politiker, 1864) (John Andrew Peters; 1864–1953), US-amerikanischer Politiker (Maine)
- John Samuel Peters (1772–1858), US-amerikanischer Politiker (Connecticut)
- Jon Peters (* 1945), US-amerikanischer Filmproduzent
- Jörg Michael Peters (* 1960), deutscher Geistlicher, Weihbischof in Trier
- Joris Peters (* 1958), belgischer Zoologe
- Josef Peters (Ingenieur) (1876–1933), tschechischer Jurist und Bergbauingenieur
- Josef Peters (Rennfahrer) (1914–2001), deutscher Automobilrennfahrer
- Joseph Peters (Musiker), US-amerikanischer Oboist und Dirigent
- Joseph John W Peters (* 1982), australischer Rockmusiker, siehe JJ Peters
- Joseph Martin Peters (1894–1943), belgischer Geistlicher und Märtyrer
- Joshy Peters (* 1957), deutscher Schauspieler
- Julie Anne Peters (1952–2023), US-amerikanische Jugendbuchautorin
- Julius Peters (1900–1970), deutscher Politiker (NSDAP)
- Jürgen Peters (Designer) (1931–2009), deutscher Designer
- Jürgen Peters (Germanist) (1940–2013), deutscher Germanist
- Jürgen Peters (Gewerkschaftsfunktionär) (* 1944), deutscher Gewerkschaftsfunktionär
- Justin Peters (* 1986), kanadischer Eishockeytorwart

### K
- Kari Peters (* 1985), luxemburgischer Skilangläufer
- Karin Peters (Schriftstellerin, 1938) (eigentlich Catharina Johanna Kodde; 1938–2011), niederländische Schriftstellerin
- Karin Peters (Schriftstellerin, 1940) (Karin-Angela Peters; 1940–2013), deutsche Lehrerin und Mundartschriftstellerin
- Karin Peters (Literaturwissenschaftlerin) (* 1979), deutsche Hispanistin, Literaturwissenschaftlerin und Hochschullehrerin
- Karl Peters (1856–1918), deutscher Politiker, Publizist, Kolonialist und Afrikaforscher, siehe Carl Peters
- Karl Peters (Architekt) (1876–1947), deutscher Architekt, Konservator und Denkmalpfleger
- Karl Peters (Politiker) (1894–1977), deutscher Politiker und Heimatforscher
- Karl Peters (Rechtswissenschaftler) (1904–1998), deutscher Kriminalist und Rechtswissenschaftler
- Karl Peters (Fotograf) (* 1937), deutscher Fotograf
- Karl Peters (Richter) (* 1939), deutscher Richter
- Karl Christian Peters (1911–1944), deutscher Maler, Zeichner und Illustrator
- Karl-Heinz Peters (1903–1990), deutscher Schauspieler
- Karl-Heinz Peters (Jurist) (1912–2017), deutscher Jurist
- Karl Kurt Peters (1905–nach 1992), deutscher Übersetzer
- Karsten Peters (1935–1990), deutscher Journalist, Filmkritiker und Schauspieler
- Katharina Peters (Regisseurin) (* 1958), deutsche Regisseurin, Drehbuchautorin, Kamerafrau, Filmproduzentin und Filmarchitektin
- Katharina Peters (* 1960), deutsche Schriftstellerin, siehe Manuela Kuck
- Kay Peters (* vor 1968), deutscher Betriebswirt und Hochschullehrer
- Keith Peters (Fußballspieler) (1915–1989), englischer Fußballspieler
- Keith Peters (Mediziner) (David Keith Peters; * 1938), britischer Mediziner
- Keith Peters (Rugbyspieler) (* 1986), papua-neuguineischer Rugbyspieler
- Kerstin Peters (* 1967), deutsche Steuerfrau im Rudern
- Klaus Peters (Jurist) (1936–2024), deutscher Verwaltungsjurist
- Klaus Peters (Verleger) (1937–2014), deutscher Mathematiker und Verleger
- Klaus Peters (Politiker) (1950–2023), deutscher Politiker (CDU)
- Kristina Peters (* 1968), deutsche Hockeyspielerin
- Kristina-Maria Peters (* 1985), deutsche Schauspielerin
- Kurd Peters (Maler), deutscher Maler und Grafiker
- Kurd Peters (Offizier) (1914–1957), deutscher Major der Luftwaffe
- Kurt Peters (Chemiker) (1897–1978), österreichischer Chemiker
- Kurt Peters (Tänzer) (1915–1996), deutscher Tänzer und Tanzpädagoge
- Kyle Walker-Peters (* 1997), englischer Fußballspieler

### L
- Laine Peters (* 1970), kanadische Curlerin
- Lana Peters (1926–2011), russische Lehrerin, Tochter Stalins, siehe Swetlana Iossifowna Allilujewa
- Lauri Peters (* 1943), US-amerikanische Schauspielerin
- Lenrie Peters (1932–2009), gambischer Chirurg, Schriftsteller und Verleger
- Lenrie Peters Senior (1894–1968), gambischer Journalist, Verleger und politischer Aktivist
- Leo Peters (Botaniker) (1869–1958), deutscher Phytopathologe und Beamter
- Leo Peters (* 1944), deutscher Archivar, Historiker und Hochschullehrer
- Lilo Peters (1913–2001), deutsche Malerin und Bildhauerin
- Lisa Peters (1933–2010), deutsche Politikerin (FDP)
- Loek Peters (* 1974), niederländischer Schauspieler
- Lorenz Peters (1878–1959), deutscher Kapitän und Kap Hoornier
- Lorenz Conrad Peters (1885–1949), deutscher Autor
- Louise Otto-Peters (1819–1895), deutsche Schriftstellerin und Frauenrechtlerin
- Luan Peters (1946–2017), britische Schauspielerin
- Luc Peters (* 1992), niederländischer Dartspieler
- Ludwig Peters (?–1846), deutscher Jurist und Unternehmer
- Luisa Peters (* 1993), Gewichtheberin von den Cookinseln

### M
- M. Vera Peters (1911–1993), kanadische Medizinerin und Hochschullehrerin
- Maisie Peters (* 2000), britische Sängerin und Liedschreiberin
- Manfred Peters (* 1937), deutscher Handballspieler
- Marcus Peters (* 1993), US-amerikanischer American-Football-Spieler
- Mareike Peters (* 1986), deutsche Leichtathletin
- Margit Kobeck-Peters (* 1933), deutsche Sängerin (Mezzosopran) und Gesangspädagogin
- Maria Peters (Regisseurin) (* 1958), niederländische Drehbuchautorin und Regisseurin
- Maria Peters (Eishockeyspielerin) (Maria Holm Peters; * 1999), dänische Eishockeyspielerin
- Maria Liberia-Peters (* 1941), Politikerin der Niederländischen Antillen
- Mario Peters (* 1944), deutscher Jazzpianist und Komponist
- Mark Peters (Toningenieur), Toningenieur und Produzent
- Mark Peters (Fußballspieler, 1972) (Mark Peters; * 1972), walisischer Fußballspieler
- Mark Peters (Musiker) (* 1975), britischer Komponist, Musiker und Produzent
- Mark Peters (Fußballspieler, 1983) (Mark William Peters; * 1983), englischer Fußballspieler
- Markus Peters (* 1965), deutscher Journalist und Schriftsteller
- Martin Peters (Pastor) (1870–1948), deutscher Pastor
- Martin Peters (Fußballspieler) (1943–2019), englischer Fußballspieler
- Martin Peters, Geburtsname von Martin Espenhorst (* 1965), deutscher Historiker
- Martina Peters (* 1985), deutsche Comiczeichnerin
- Mary Peters (Leichtathletin) (* 1939), britische Leichtathletin
- Mary Peters (Politikerin) (* 1948), US-amerikanische Politikerin
- Mary Peters (Stuntfrau), US-amerikanische Stuntfrau und Schauspielerin
- Mason S. Peters (1844–1914), US-amerikanischer Politiker
- Matt Peters, US-amerikanischer Schauspieler
- Max Peters (Komponist, 1849) (1849–1927), deutscher Komponist, Organist und Pianist
- Max Peters (Beamter) (1856–1933), deutscher Verwaltungsjurist und Ministerialbeamter
- Max Peters (Landrat) (1878–1934), deutscher Verwaltungsjurist, Landrat in Lyck
- Max Peters (Admiral) (1888–1961), deutscher Konteradmiral
- Max Peters (Komponist, 1888) (1888–1963), deutscher Komponist und Kapellmeister
- Maximilian Peters (1908–2001), deutscher Mediziner und SS-Obersturmbannführer
- Maxwell Peters (* 1955), antiguanischer Dreispringer
- Meike Peters, deutsche Kochbuchautorin und Bloggerin
- Meinolf Peters (* 1952), deutscher Psychologe und Psychotherapeut
- Michael Peters (* 1971), französisch-deutscher Medienmanager
- Mike Peters (Trompeter) (1933–2023), britischer Jazzmusiker
- Mike Peters (Cartoonist) (* 1943), US-amerikanischer Comiczeichner
- Mike Peters (Musiker) (1959–2025), britischer Sänger und Musiker
- Molly Peters (1942–2017), britische Schauspielerin
- Moritz Peters (* 1981), deutscher Theaterregisseur und Schauspieler

### N
- Nans Peters (* 1994), französischer Radrennfahrer
- Natalie Peters (* 1976), deutsche Improvisationsmusikerin
- Nicolas Peters (1968–2019), englischer Cricketspieler
- Nicolaus Peters (1766–1825), deutscher Maler und Schriftsteller, siehe Nikolaus Peters (Maler, 1766)
- Nicolaus Peters (Zoologe) (* 1936), deutscher Zoologe und Hochschullehrer
- Nikolaj Peters (1766–1825), dänischer Tier- und Stilllebenmaler sowie Radierer
- Nikolaus Peters (Maler, 1766) (auch Nicolaus Peters; 1766–1825), deutscher Maler und Schriftsteller
- Nikolaus Peters (Maler, 1795) (1795–1875), deutscher Porträtmaler und Lehrer
- Norbert Peters (Priester) (1863–1938), deutscher Priester, Theologe und Hochschullehrer
- Norbert Peters (Ingenieur) (1942–2015), deutscher Ingenieur und Hochschullehrer
- Norbert Walter Peters (* 1954), deutscher Musiker, Pädagoge und Künstler

### O
- Olaf Peters (Gewichtheber) (* 1956), deutscher Gewichtheber
- Olaf Peters (Kunsthistoriker) (* 1964), deutscher Kunsthistoriker und Hochschullehrer
- Olaf Peters (Reiter) (* 1966), deutscher Springreiter
- Olivier Peters (* 1955), französischer Jazzsaxophonist
- Otto Peters (Maler) (1835–1920), deutscher Maler
- Otto Peters (Architekt) (1850–1927), deutscher Architekt und Baubeamter
- Otto Peters (Redakteur) (1896–nach 1930), deutscher Redakteur und Historiker
- Otto Peters (Bildhauer) (1926–2003), deutscher Bildhauer
- Otto Peters (Pädagoge) (* 1926), deutscher Pädagoge und Hochschullehrer
- Otto Seraphim Peters (1858–1908), österreichischer Maler

### P
- Patrick Peters (* 1983), deutscher Journalist, PR-Berater und Hochschullehrer
- Paul Peters (Architekt) (1859–1944), deutscher Architekt und Baubeamter
- Paul Peters (Politiker) (* 1942), niederländischer Politiker
- Paul Peters (Philologe) (* um 1953), kanadischer Germanist, Literaturwissenschaftler und Hochschullehrer
- Paulhans Peters (1923–2011), deutscher Architekt und Publizist
- Paul W. J. Peters (* 1942), niederländischer Mediziner und Teratologe
- Pete Peters, US-amerikanischer Rockabilly-Musiker
- Peter Peters (Landrat) (1876–1922), preußischer Landrat
- Peter Peters (Kulturwissenschaftler) (* 1960), niederländischer Kultur- und Musikwissenschaftler, Hochschullehrer
- Peter Peters (Fußballfunktionär) (* 1962), deutscher Fußballfunktionär
- Peter E. Peters (1937–1997), deutscher Radiologe
- Peter Friedrich Peters (1848–1918), deutscher Architekt
- Peter J. Peters (Peter John Peters; 1946–2011), US-amerikanischer Pastor
- Peter J. Peters (Zellbiologe) (* 1957), niederländischer Zellbiologe und Hochschullehrer
- Peter Johann Peters (1820–1870), deutscher Musiker und Komponist, siehe Johann Peters (Komponist)
- Peter P. Peters (* 1952), deutscher Kabarettist und Schriftsteller
- Petra Peters (eigentlich Ursula Helene Aline Peters; 1925–2004), deutsche Schauspielerin
- Philine Peters-Arnolds (* 1954), deutsche Schauspielerin und Synchronsprecherin
- Philipp Peters-Arnolds (* 1990), deutscher Schauspieler
- Pierre Peters (* 1953), luxemburgischer Politiker, Volkswirt und Autor
- Pierre Peters-Arnolds (* 1957), deutscher Schauspieler, Synchronsprecher und Synchronregisseur
- Piet Peters (1921–1993), niederländischer Radrennfahrer
- Pieter Francis Peters (1818–1903), niederländischer Maler
- Pietronella Peters (1848–1924), deutsche Malerin

### R
- Ralf Peters (Fotograf) (* 1960), deutscher Fotograf
- Ralf Peters (Verfahrenstechniker) (* 1965), deutscher Verfahrenstechniker und Hochschullehrer
- Ralf Peters (Wirtschaftswissenschaftler) (* 1966), deutscher Wirtschaftswissenschaftler und Hochschullehrer
- Ralph Peters (Schauspieler) (1902–1959), US-amerikanischer Schauspieler
- Ralph Peters (Sänger) (* 1923), deutscher Sänger (Tenor)
- Ralph Peters (Autor) (* 1952), US-amerikanischer Militärschriftsteller
- Ray Peters (1946–2019), US-amerikanischer Baseballspieler
- René Peters (Chemiker) (* 1971), deutscher Chemiker
- René Peters (Fußballspieler) (* 1981), luxemburgischer Fußballspieler
- Reinhard Peters (Offizier) (1922–1992), deutscher Offizier
- Reinhard Peters (Dirigent) (1926–2008), deutscher Dirigent und Musiker
- Richard Peters junior (1744–1828), US-amerikanischer Jurist und Politiker
- Richard Peters (Ingenieur) (1835–1869), deutscher Ingenieur und Verbandsfunktionär
- Richard Peters (Politiker, 1872) (1872–1956), deutscher Politiker, Bürgermeister von Northeim
- Richard Peters (Politiker, 1889) (1889–1977), deutscher Politiker (SPD, KPD), MdL Mecklenburg-Strelitz
- Richard Peters (Politiker, II), deutscher Politiker, MdL Mecklenburg-Vorpommern
- Richard Peters (Historiker) (1897–1965), deutscher Historiker und Journalist
- Richard Stanley Peters (1919–2011), britischer Philosoph
- Robert Peters (Politiker) (1883–1954), deutscher Politiker, Bürgermeister von Warburg
- Robert Peters (Dichter) (1924–2014), US-amerikanischer Dichter und Hochschullehrer
- Robert Peters (Radsportler) (* 1970), US-amerikanischer Radrennfahrer
- Robert Peters (Regisseur) (* 1973), nigerianischer Regisseur
- Roberta Peters (1930–2017), US-amerikanische Sängerin (Sopran)
- Roland Peters (Eishockeyspieler) (1951–2018), deutscher Eishockeyspieler
- Roland Peters (Basketballspieler), deutscher Basketballspieler
- Rolf Peters (* 1957), deutscher Agraringenieur
- Rolf-Herbert Peters (* 1961), deutscher Historiker, Journalist und Autor
- Ronja Peters (* 1989), deutsche Schauspielerin und Synchronsprecherin
- Rotimi Peters (* 1955), nigerianischer Leichtathlet
- Rudolf Peters (Politiker) (1888–1979), deutscher Kommunalpolitiker
- Rudolf Peters (Marineoffizier) (1899–1990), deutscher Marineoffizier
- Rudolf Peters (Komponist) (1902–1962), deutscher Komponist
- Rudolf Peters (Bergsteiger) (1913–2008), deutscher Bergsteiger
- Rudolph Peters (Jurist) (* 1943), niederländischer Jurist und Islamwissenschaftler
- Rudolph Albert Peters (1889–1982), britischer Biochemiker und Mediziner
- Russell Peters (* 1970), kanadischer Comedian

### S
- Sabine Peters (Schauspielerin) (1913–1982), deutsche Schauspielerin
- Sabine Peters (Schriftstellerin) (* 1961), deutsche Schriftstellerin
- Sabine Meschkat-Peters, deutsche Historikerin
- Samuel R. Peters (1842–1910), US-amerikanischer Politiker
- Sandra Peters (* 1969), deutsche Künstlerin
- Sascha Peters (* 1969), deutscher Fußballspieler
- Scott Peters (* 1958), US-amerikanischer Politiker
- Sidney Peters (1885–1976), britischer Politiker (Liberal Party, National Liberal Party)
- Silke Peters (* 1967), deutsche Autorin, Künstlerin und Herausgeberin
- Simone Peters, deutsche Ingenieurin und Richterin
- Solange Peters (* 1972), Schweizer Onkologin
- Sonja Peters (* 1976), niederländische Rollstuhltennisspielerin
- Stefan Peters (Leichtathlet) (* 1969), deutscher Leichtathlet
- Stefan Peters (Musiker) (* 1970), deutscher Sänger, Komponist und Musikproduzent
- Stefan Peters (Bauingenieur) (* 1972), deutscher Bauingenieur und Hochschullehrer
- Stefan Peters (Politikwissenschaftler) (* 1982), deutscher Politikwissenschaftler und Hochschullehrer
- Stefan Peters (Rennfahrer), deutscher Automobilrennfahrer
- Steffen Peters (* 1964), US-amerikanischer Dressurreiter
- Steven Peters (* 1987), deutscher Ingenieur
- Stormy Peters, US-amerikanische Informatikerin
- Susan Peters (1921–1952), US-amerikanische Schauspielerin
- Susanne Peters-Lange (* 1961), deutsche Rechtswissenschaftlerin und Hochschullehrerin
- Sven Peters (* 1970), deutscher Fußballspieler

### T
- Theo Peters (Jurist) (1902–1942), deutscher Verwaltungsjurist, Regierungsvizepräsident in Marienwerder
- Theo Peters (Architekt) (1902/1903–1951), deutscher Architekt
- Theo Peters (Diplomat, I), britischer Diplomat
- Theo Peters (Diplomat, 1961) (* 1961), niederländischer Diplomat
- Theo Peters (Wirtschaftswissenschaftler) (* 1964), deutscher Wirtschaftswissenschaftler und Hochschullehrer
- Theodoor Peters (* 1950), niederländischer Maler und Bildhauer
- Theodor Peters (Ingenieur) (1841–1908), deutscher Ingenieur und Verbandsfunktionär
- Theodor Peters (Missionar) (1848–1921), deutscher Ordensgeistlicher und Missionar
- Theodor Peters (Mediziner) (1926–2008), deutscher Arbeitsmediziner
- Thomas Peters (Freetown) (1738–1792), faktischer Gründer der sierra-leonischen Hauptstadt Freetown
- Thomas Peters, eigentlicher Name von Tommi Stumpff (1958–2023), deutscher Musiker
- Thomas Maria Peters (* 1969), deutscher Schauspieler und Theaterregisseur
- Thoralf Peters (* 1968), deutscher Ruderer
- Tiemo Rainer Peters (1938–2017), deutscher Theologe
- Tim Peters (* 1973), deutscher Jurist und Politikwissenschaftler
- Tim Peters (Musiker) (* 1990), deutscher Musikproduzent und Schlagersänger
- Tim A. Peters, US-amerikanischer Geistlicher und Menschenrechtler
- Tjerk Peters (1936–2009), Geologe
- Tom Peters (* 1942), US-amerikanischer Autor und Consultant
- Tony Peters (1941–2012), belgischer Soziologe und Kriminologe
- Torrey Peters (* 1981), US-amerikanische Autorin
- Trevor Peters (* 1943), deutscher Filmregisseur und Drehbuchautor

### U
- Udo Peters (1883–1964), deutscher Maler
- Ulrich Peters (Pädagoge) (1878–1939), deutscher Historiker, Pädagoge und Hochschullehrer
- Ulrich Peters (Politiker) (1922–2003), deutscher Chemiker und Politiker (NDPD)
- Ulrich Peters (Kanute) (* 1951), deutscher Kanute
- Ulrich Peters (Regisseur) (* 1955), deutscher Opernregisseur und Intendant
- Ulrich Peters (Basketballspieler) (* 1957), deutscher Basketballspieler
- Ulrich Peters (Politologe) (* 1969), deutscher Politologe
- Ulrike Peters (* 1957), deutsche Religionswissenschaftlerin
- Ulrike Blank-Peters (* 1967), deutsche Triathletin
- Ursula Peters (Germanistin) (* 1944), deutsche Germanistin
- Ursula Peters (Politikerin) (* 1955), deutsche Politikerin (FDP)
- Uwe Henrik Peters (1930–2023), deutscher Psychiater und Neurologe

### V
- Veronika Peters (* 1966), deutsche Schriftstellerin
- Violetta Oblinger-Peters (* 1977), österreichische Kanutin

### W
- Wallace Peters (1924–2018), britischer Parasitologe
- Walter Peters (1912–1979), deutscher Landwirt und Politiker (FDP)
- Warren Peters (* 1982), kanadischer Eishockeyspieler
- Werner Peters (Marineoffizier) (1893–1962), deutscher Marineoffizier und Ministerialbeamter
- Werner Peters (Politiker) (1906–1990), deutscher Landwirt und Politiker (CDU), MdL Rheinland-Pfalz
- Werner Peters (Schauspieler) (1918–1971), deutscher Schauspieler
- Werner Peters (Montanwissenschaftler) (1921–2005), deutscher Montanwissenschaftler
- Werner Peters (Zoologe) (1929–2003), deutscher Zoologe
- Werner Peters (Unternehmer, 1931) (1931–2017), deutscher Unternehmensgründer und Mäzen
- Werner Peters (Philosoph) (* 1941), deutscher Philosoph, Unternehmer, Autor und Politiker (Partei der Nichtwähler)
- Wilfried Peters (* 1963), deutscher Verwaltungsjurist und Richter
- Wilhelm Peters (Unternehmer) (1814–1889), deutscher Tuchfabrikant und Mäzen
- Wilhelm Peters (Naturforscher) (1815–1883), deutscher Naturforscher, Zoologe und Anatom
- Wilhelm Peters (Maler, 1817) (1817/1818–1903), deutscher Maler
- Wilhelm Otto Peters (1851–1935), norwegischer Maler
- Wilhelm Peters (Jurist) (1876–1953), preußischer Staatssekretär, 1920 Reichskommissar für die Entwaffnung
- Wilhelm Peters (Psychologe) (1880–1963), österreichischer Psychologe
- Wilhelm Peters (Architekt), deutscher Architekt
- Wilhelm Peters (Fußballspieler, 1901) (1901–1941), deutscher Fußballspieler und Schiedsrichter
- Wilhelm Peters (Fußballspieler, 1925) (* 1925), deutscher Fußballspieler
- Willem Peters (1903–1995), niederländischer Leichtathlet
- William Lee Peters (1939–2000), US-amerikanischer Entomologe
- William Wesley Peters (1912–1991), US-amerikanischer Architekt und Ingenieur
- Willy Peters (1859–1905), deutscher Schauspieler und Regisseur
- Winston Peters (* 1945), neuseeländischer Politiker
- Wolfgang Peters (Fußballspieler) (1929–2003), deutscher Fußballspieler
- Wolfgang Peters (Tischtennisspieler) (* um 1931),  deutscher Tischtennisspieler
- Wolfgang Peters (Journalist) (* 1946), deutscher Journalist
- Wolfgang Peters (Kanute) (* 1948), deutscher Kanute